# Fernando del Val
Fernando del Val Sanz (Valladolid, España, 1978) es un periodista y poeta español.

## Trayectoria
Es licenciado en Periodismo por las universidades de Gales y Miguel de Cervantes. También es máster de Radio por la Facultad de Ciencias de la Información (Universidad Complutense de Madrid) y RNE; Especialista en Historia y Estética de la Cinematografía por la Universidad de Valladolid; y de Locución e Interpretación Televisivas por el RTVE Instituto; así como de Edición de Textos por la Universidad de Valladolid.
Tras completar su formación, colabora con El Mundo-Castilla y León, COPE, Cadena SER, Semana Internacional de Cine de Valladolid, Universidad de Valladolid, Feria del Libro de Valladolid, Museo Nacional de Escultura, Agencia Ical, La retaguardia de Dragó, La clave de Balbín, Foro de la Cultura, El Norte de Castilla y Enclave Revista.
En la actualidad, trabaja en el Centro Territorial de RTVE en Castilla y León, concretamente en la Unidad de Informativos de RNE e Interactivos, siendo desde octubre de 2024, jefe de dicha unidad . Además, es responsable en esta misma emisora del programa nacional Círculos concéntricos. Colabora con la revista de literatura y pensamiento Turia desde 2009. 

## Escritura
Publica su primer libro en 2005, Amanecer en Damasco. En 2011 inicia la salida su trilogía de Nueva York, escrita en 2006, a razón de un volumen por año: Orfeo en Nueva York (2011), Lenguas de hielo (2012) y Regreso al Metropolitan (2013). Cuando sale el primero, la nota de la Agencia EFE, firmada por Roberto Jiménez, expone: “Orfeo, la figura mitológica que encarna el placer por la música y la poesía, actúa como contrapunto de esa agitación que, en su opinión, provoca dentro del hombre una sociedad ‘capitalista y orgiástica’ que le obliga al movimiento continuo, ‘cuando su estado natural, como decía Leopardi, es la inactividad’”.
Al año siguiente, a propósito de Lenguas de hielo, César Combarros revela en la Agencia Ical que la obra “guarda estrechos y subterráneos vínculos con El año pasado en Marienbad, la película de Alain Resnais, al igual que Orfeo en Nueva York bebía del cine de Jean Cocteau”. 
Respecto a Regreso al Metropolitan, Virginia T. Fernández aclara que el libro y la trilogía “sugieren una reivindicación de la cultura occidental”. Este libro, igual que los anteriores, consta de una primera parte en verso y una segunda, en prosa. En la presentación, Tomás Hoyas incide en la singularidad: “La prosa es patrimonio de quienes han vivido demasiado y cuentan retales de su existencia. La poesía es un lujo de quienes, al no haber vivido demasiadas vidas, aún tienen que inventar la suya (…) Si no me atrevo a recomendar la primera parte a quien no sea poeta, la segunda, prosa comprensible para los ancianos, es de lectura imprescindible para quien crea que ha vivido. Aún tiene tiempo para desengañarse”. 
En 2017 salen Los años aurorales y Si te acercas más, disparo. El primero responde a una visión intelectualizada de la experiencia amorosa, centrada en el lenguaje, cuya forma sin embargo “vigorosa, elimina cualquier rastro de frialdad”. Carlos Aganzo aprecia una continuación de la exploración “abierta en la sólida trilogía de Nueva York”; “profundiza aún más en esa persecución, casi desesperada, del fulgor, de los destellos de vida y de emoción en medio de un mundo caótico, indescifrable y permanentemente amenazado por el tiempo y por la muerte”. Para Pablo García Casado es un libro "sin concesiones, duro y áspero. Su poesía no es fácil, pero desde luego abre campo". El segundo es una recopilación de entrevistas en profundidad a autores señeros de las letras españolas; “un confesonario”, a juicio de Fernando Sánchez Dragó. Las entrevistas fueron realizadas entre 2007 y 2017 para las revistas La clave, Enclave y Turia, y para RNE. Figuran Félix Grande, Luis Mateo Díez, José Manuel Caballero Bonald y Enrique Vila-Matas. La edición cuenta con fotos de los entrevistados por César Toro y la portada es de Eva Vázquez. El poeta y crítico literario José Luis Morante califica el trabajo de "imprescindible".
En 2019 ve la luz el 'libro de artista' Señal vestida de negro, un poema largo con serigrafías de los pintores Armando Arenillas y Javier Redondo. El libro es seleccionado por Arco para su edición de 2020 y reconocido como el mejor 'libro de artista' de Librarte.
En 2020 sale El método Bunbury, ensayo de repercusión internacional sobre los límites de la creación artística que incluye casi seiscientas apropiaciones descubiertas por Del Val en la obra del cantante y compositor. Sánchez Dragó acredita que el trabajo es "muy serio, bien escrito, ameno y erudito".
En 2011 publicó el libro de relatos Once cuadernos de bitácora de la ciudad invisible, reunión de editoriales escritos para el programa de Radio 3 La ciudad invisible, dirigido por Javier Díez, cuyo prólogo firma Juan Carlos Soriano y que contiene fotografías del propio autor. “Estas imágenes nos muestran escenas de la ciudad de Dajla, en el desierto del Sáhara -donde viajó el escritor para cubrir el festival de cine FiSahara, celebrado en un campamento de refugiados-, El Lago Como o los tranvías de Milán”, informa Laura Fraile en Último Cero. La peculiaridad es que, aun siendo relato, aparece en una colección de poesía: Los Conjurados, de Polibea. 
Dos libros de viaje redondean su bibliografía: La ruta del emperador Carlos V (2011) y El secreto azul. Viaje por la Castilla de Miguel Delibes (2010), encargos de El Mundo en Castilla y León que Del Val tiñe de ensayo.

## Estilo
Respecto de Amanecer en Damasco, la periodista Angélica Tanarro escribe en El Norte de Castilla: “Esta poesía primera de Fernando del Val es, antes de nada, sorprendente. Amanecer en Damasco no tiene nada de generacional. Es un libro cuidadosamente construido en el que las citas clásicas, el latín y las referencias literarias conviven con una absoluta falta de temor hacia las palabras”. Según Fermín Herrero, la poesía de Del Val destaca por la connotación –“desarrollada de un modo nada común”- y por el objetivismo. Para Javier Lostalé lo hace por un expresionismo y un surrealismo “capaces de lo coloquial y de lo onírico”. Pero “si hay surrealismo –contrarresta Pelayo Fueyo- será con elementos que lo hacen personal, único. Por ejemplo, respeto a la sintaxis, y asociaciones sorprendentes pero perfectamente legibles”. Fueyo se detiene en las prosas de la trilogía, en las que encuentra “semblanzas en forma de microrrelato poético, con un cariz civil y cultural donde a veces no hay continuidad: es como si hubiera inventado otro género dentro de lo narrativo/poético”. Sobre las características formales del conjunto de su obra, Carlos Aganzo destaca “la fragmentación y la combinación jazzística de poemas cortos y largos con intensos textos en prosa”. José María Merino se queda con la presencia metalingüística, metacotidiana y metaviajera. José Pulido habla de “ironía e inteligencia que asume contenida la emoción”, un camino “poco transitado por la poesía castellana”. Félix Grande destaca su “abrazo actual con las viejas palabras, donde la ironía tiene llagas y la soledad es civil”; y Esperanza Ortega apunta el animismo como un último rasgo. 
Con Los años aurorales (2017), consigue por unanimidad el Premio 'El Ojo Crítico' de Poesía 2018, cuyo jurado, compuesto por Luis Alberto de Cuenca, Ana Rossetti, Raquel Vázquez, Rafael Morales, Ignacio Elguero, Luis Miguel Úbeda y Berta Tapia, destaca “la musicalidad conseguida muchas veces a través de los silencios, y su capacidad plástica y reflexiva basada en imágenes fulgurantes e inusuales”.
Por el libro de entrevistas Si te acercas más, disparo, se ha comparado a Del Val con Oriana Fallaci. José Manuel de la Huerga se mostró “convencido de que estás entrevistas son al papel impreso en el siglo XXI lo que las de Joaquín Soler Serrano fueron a la tele en blanco y negro del pasado siglo”.
Fernando del Val mantiene su blog Cuaderno de horas, que define como neodiario. Cada entrada es denominada brizna, y suele responder al hecho artístico. Según la revista Subverso, de la Cátedra Delibes, "es uno de los más recomendables en el panorama de la literatura y la reflexión cultural en español”.

## Obra

### Poesía
- Amanecer en Damasco (Difácil, 2005).
- Trilogía de Nueva York:
  - Orfeo en Nueva York (Difácil, 2011)
  - Lenguas de hielo (Difácil, 2012).
  - Regreso al Metropolitan (Difácil, 2013).

- Los años aurorales (Difácil, 2017).[19]
- Ahogados en mercurio (Fundación Jorge Guillén, 2023).
- La duermevela es una lejanía (Reino de Cordelia, 2025)

### Relato
- Once cuadernos de bitácora de la ciudad invisible (Polibea, 2011).

### Viaje
- El secreto azul. Viaje por la Castilla de Miguel Delibes (Edical, 2010).
- La ruta del emperador Carlos V (Edical, 2011).

### Entrevista
- Si te acercas más, disparo (Difácil, 2017).

### Arte
- Espuma de alquitrán (Proyecto Arte, 2009).[20]
- Señal vestida de negro (Proyecto Arte, 2019).[21]

### Música
- El método Bunbury (Difácil, 2020).[22]

### Otros
- Flora solarizada en sepia (Rafael Pablos Fernández, 2023). Prólogo -'Una imagen son mil imágenes'-.
- Otra mirada (Ed. Difácil, 2023). [23]Comentario de su intervención en el Foro de la Cultura 2022.
- Treciembre (Ed. Azul, 2022). Incluido en antología.
- Cuaderno de campo (Francisco Ferrer Lerín, 2020). Incluido en sus mejores entrevistas.
- El siglo de Delibes (El Norte de Castilla, 2020). Publicación colectiva. Aporta un ensayo.
- Arte Casual (Francisco Ferrer Lerín, Athenaica, 2019). Libro colectivo. Aporta un ensayo -El azahar y la necesidad'-.
- Objeto para destruir (Javier Dámaso, 2019). Aporta un ensayo.
- Poesía, ¿eres tú? (Fermín Herrero y Jesús Munárriz, Hiperión, 2018). Incluido en antología.
- Poesía en vivo (Editorial Páramo, 2017).[24] Incluido en antología.
- Nueva York, ego fui (ed. Sonia Ruiz y Cristina Rodríguez, Gobi, 2015).[25] Incluido en antología.
- Historia poética de Nueva York en la España contemporánea (Julio Neira, Cátedra, 2012).[26] Incluido en antología.
- La Vía Láctea. Cincuenta miradas al Camino (Edical, 2011).[27] Aporta un ensayo.